# 丹尼爾·勞森
丹尼爾·勞森（英語：Daniel Lauzon，1979年9月27日—）是加拿大翻譯家，將《魔戒》、《哈比人》、《中土世界的歷史》等多部J·R·R·托爾金作品譯為法文。
勞森從小就是托爾金作品的書迷。2012年，他翻譯了《哈比人》的法文新譯本。2014年至2016年間，翻譯《魔戒》的法文新譯本。